# Тампоны из волос чероки
Тампоны из волос чероки (англ. Cherokee Hair Tampons) — эпизод 407 (№ 54) сериала «Южный Парк», премьера которого состоялась 28 июня 2000 года.

## Сюжет
К третьеклассникам вместо отсутствующего мистера Гаррисона приходит замещающий учитель — мистер Вайленд. Ребята разыгрывают учителя: Стэн представляется Картманом, Кенни — Стэном, а Картман — Кенни. Картман так сильно смеётся над шуткой, что у него из ноздрей начинает брызгать молоко, хотя он его не пил. Эрик говорит, что ему для этого не обязательно пить молоко. Учитель просит ребят сделать для Кайла утешительную открытку, так как тот уже несколько дней пропускает занятия по болезни. Придя с Баттерсом в дом к семье Брофловски, Стэн обнаруживает, что Кайл действительно серьёзно болен. К несчастью, мама Стэна советует Шейле Брофловски обратиться к «медицине нового поколения». Они идут в магазин к мисс Информации, загадочной женщине, появившейся в городе, которая заявляет, что виновниками болезни Кайла являются токсины. Чтобы вывести токсины из организма, мисс Информация прописывает Кайлу травы, от которых ему становится только хуже. Тем не менее, знахарка убеждает всех, что больной идёт на поправку. Нетрадиционная медицина становится популярной, из-за чего люди покупают в магазине знахарки даже никчёмный хлам, если тот якобы обладает целебными свойствами (например, тампоны, сделанные из волос чероки), который поставляют в магазин 2 «коренных американца».
Тем временем мистера Гаррисона отстраняют от преподавательской деятельности из-за домогательств к несовершеннолетним. Посоветовавшись с мистером Мэки, мистер Гаррисон пишет любовный роман, но при описании любовных сцен неосознанно акцентирует внимание на описании мужских гениталий. Написав роман, мистер Гаррисон относит его в издательство, но редактор смущён тем, что слово «пенис» употребляется в романе более шести тысяч раз. В итоге Гаррисон убеждает редактора, что женщинам-читательницам именно этого и нужно от подобной литературы.
Стэн обращается за помощью к доктору Доктору и узнаёт, что Кайл нуждается в пересадке почки, а единственным подходящим донором является Картман. Стэн пытается убедить всех, что лечение Кайла травами не приносит пользы, но его никто не хочет слушать. Эрик отказывается дать свою почку, потребовав за неё немыслимую сумму в десять миллионов долларов. Стэн решает получить почку Картмана силой; Кенни, Баттерс и Тимми соглашаются ему помочь. Пробравшись ночью в комнату Картмана они обнаруживают, что Эрик надел специальный пояс «Блокировщик почки 2000».
Шейла приводит Кайла на осмотр к «коренным американцам», которые при виде измождённого ребенка сильно беспокоятся и советуют отвести его к доктору, признавшись, что они — мексиканцы и обманывали людей. Жители города приходят в ярость и забивают ногами мисс Информацию.
Проснувшись утром, Картман обнаруживает «Блокировщик почки 2000» расстёгнутым и измазанным в крови. В ярости он идёт к Стэну, который отдаёт ему кровавые ошмётки, якобы являющиеся почкой Картмана. Эрик спешит к доктору Доктору, который подсовывает ему на подпись бумагу о добровольной передаче почки. После этого Стэн признаётся Картману, что просто подговорил маму Эрика расстегнуть пояс и измазать его кетчупом. Ребята начинают смеяться, и у Кайла из ноздрей брызгает молоко, потому что ему пересадили почку, отвечающую за эту странную способность.

## Смерть Кенни
Стэн и Кенни сидят на тротуаре перед магазином пианино. Стэн опечален из-за того, что Кайл умирает, а он ничего не в силах изменить, и начинает плакать. Кенни говорит: «Ты не выглядишь озабоченным, когда умираю я», но, так как Стэн не перестаёт плакать, злится и на манер Картмана говорит: «С меня достаточно! Пошёл ты, Стэн, а я домой!», но не успевает уйти — его убивает упавшее сверху пианино. Стэн не обращает внимания на смерть Кенни и продолжает грустить о том, что «никогда не увидит Кайла снова».

## Пародии
- Издателя, с которым разговаривает мистер Гаррисон, зовут Харекин (англ. Harequin). Это является отсылкой к реально существующему издательству любовных романов Harlequin Enterprises.

## Факты
- «Коренных американцев», продающих людям бесполезные товары, играют приглашённые звезды — комедийный дуэт Чич и Чонг (Чич Марин и Томми Чонг), которые на тот момент уже не работали вместе. Они тогда так и не встретились на записи, их голоса записывались отдельно[1].
- Имя мисс Информации в оригинале является каламбуром: англ. misinformation — рус. дезинформация.
- Перед тем, как умереть, Кенни произносит известную фразу Картмана «Да пошёл ты! Я домой!», с таким же жестом.
- Тимми беспрепятственно выезжает по ступенькам на порог дома Картмана, однако у самого Тимми дома имеется пандус для инвалидной коляски.
- Этот эпизод назвала своим любимым в сериале звукоинженер «Южного парка», Лидия Куидилла[2].
- Когда Стэн просит у Картмана почку, тот поёт «no, no, no, no» на мотив песни «Comedy Tonight» из мюзикла A Funny Thing Happened on the Way to the Forum.
- Во время знакомства с новым учителем, Картман представляется Кенни. Это является отсылкой к фильму Дух Рождества. Там нынешнего Картмана действительно звали Кенни
- В этой серии появляется инопланетянин, в начале серии, когда дети сидят в классе, на задней стене висит доска «Our Pets» (наши животные). Вместе с фотографиями школьных питомцев висит фотография пришельца под которой подписано Карл.